# 베이징 지하철 DKZ10형 전동차
베이징 지하철 DKZ10형 전동차(중국어: 北京地铁DKZ10型电动车组)는 베이징 지하철의 통근형 전동차중 하나로, 현재 운행되지 않고 있다.

## 개요
DKZ10형은 2005년부터 13호선에서 운영(H457호)하며 4편성으로 구성됐다. 1량당 4쌍의 내장형 출입문이 있으며, 열차 양끝에 비상출구가 있다. 그러나 이 열차는 거의 운행되지 않고 드물게 2호선 차량 한계측정차량으로 이용하왔다가, DKZ5형과 DKZ6형이 각각 6편성으로 확충되면서 열차 운행을 중단했다. 이후 한동안 팡산 선 시운전 차량용으로 쓰였으나 현재는 후이룽관 차량단에 주박되어 있다.

## 편성
|            | DKZ10      |           |           |            |
| 객차번호   | 1          | 2         | 3         | 4          |
| 집전장치   | 있음       | 있음      | 있음      | 있음       |
| 형태 구분  | H4571 (Tc) | H4572 (M) | H4573 (M) | H4574 (Tc) |
| 동력장치   | 장치1      | 장치1     | 장치2     | 장치2      |
| 기타 설비  |            |           |           |            |
| 기계 설치  | SIV        | CP        | CP        | SIV        |
| 차량 중량  | 30.0t      | 35.0t     | 35.0t     | 30.0t      |
| 승객적재량 | 226명      | 244명     | 244명     | 226명      |

범례
- SIV : 정식변류기
- CP : 전동공기압축기

틀:베이징 지하철의 철도 차량